# Schönbrunn (Badenia-Wirtembergia)
Schönbrunn – miejscowość i gmina w Niemczech, w kraju związkowym Badenia-Wirtembergia, w rejencji Karlsruhe, w regionie Rhein-Neckar, w powiecie Rhein-Neckar-Kreis, wchodzi w skład wspólnoty administracyjnej Eberbach. Leży w Odenwaldzie, nad Neckarem, ok. 20 km na wschód od Heidelbergu, przy drodze krajowej B37.

## Dzielnice
- Allemühl
- Haag
- Moosbrunn
- Schönbrunn
- Schwanheim